# William Clay
William Clay (ur. 27 grudnia 1973 w Yokosuka, Japonia) – amerykański kolarz torowy, brązowy medalista mistrzostw świata.

## Kariera
Największym sukcesem w karierze Williama Claya jest wywalczenie wspólnie z Martym Nothsteinem i Erinem Hartwellem brązowego medalu w sprincie drużynowym na mistrzostwach świata w Bogocie w 1995 roku. W tym samym roku zdobył także mistrzostwo USA w tej samej konkurencji. W 1996 roku wystartował na igrzyskach olimpijskich w Atlancie, gdzie w sprincie indywidualnym został zdyskwalifikowany i nie ukończył rywalizacji.